# Emil Wingstedt
Emil Wingstedt (* 9. květen 1975, Växjö) je švédský reprezentant v orientačním běhu a trojnásobný mistr světa v orientačním běhu z let 2003, 2005 a 2006. V současnosti žije v norském městě Haldenu a běhá za norský klub Halden SK.